# Circumscribere
 (février 2019).

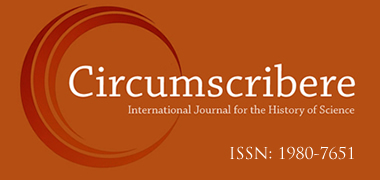
Circumscribere: International Journal for the History of Science

Circumscribere: International Journal for the History of Science est une revue en ligne à accès libre créée en 2006 et éditée par le Centre Simão Mathias pour les Études en Histoire des Sciences (CESIMA) et traitant de l'histoire des sciences, l'histoire de la technologie et l'histoire de la médecine,. 
Elle est publiée deux fois par an par le Portal de Revistas Eletrônicas da PUC-SP.